# Српска војска Крајине
Српска војска Крајине (скраћено СВК) била је оружана сила Републике Српске Крајине. Основана је 17. октобра 1992. године. Настала је спајањем јединица ТО Српске Крајине и дела Југословенске народне армије. Оружане снаге састојале су се од копнене војске и ваздухопловства.
Реформа у јесен 1992. године ојачала је структуру СВК. Од тада се војска састојала од Главног штаба, штабних јединица, армијских корпуса, као и ваздухопловства и противваздушне одбране. Уопштено, крајишки корпуси су се састојали од штаба, неколико бригада, артиљеријских дивизиона, противтенковских дивизиона, дивизиона ПВО итд. Истовремено, у неким корпусима су постојали специјални одреди, оклопни батаљони и итд, а у 11. корпусу је била Барањска дивизија, која се састојала од три бригаде и 11. оклопног пука. Основне корпусне јединице су биле бригаде. У СВК је било неколико врста бригада: лака пјешадијска, пјешадијска и моторизована. У љето 1995. године формиран је Корпус специјалних јединица, у чијем саставу су биле оклопна, специјална и гардијска бригада.
Српска војска Крајине престала је да постоји 1996. године, почетком мирне интеграције Источне Славоније, Барање и Западног Срема у састав Хрватске.

## Историја
Од почетка сукоба у Хрватској, значајну улогу у првим окршајима имала је Милиција Крајине. Вршећи притисак на Србе, хрватска влада је отпустила већину Срба из централног апарата републичког министарства унутрашњих послова и многих насељених мјеста, гдје су већину становништва чинили Хрвати. Покушаји да се уради исто и уведу нови службени симболи на униформе милиције у подручјима гдје Срби чини већина наишао је на отпор српских милиционера. Почетком првих сукоба правосудне структуре у неколико градова напустиле су републички МУП и основале Милицију Крајине, на челу са инспектором милиције из Книна Миланом Мартићем. Секретаријат унутрашњих послова на челу са Мартићем основан је 4. јануара 1991. године. Милиција Крајине је у више наврата учествовала у борбама, упркос чињеници да су њени припадници били наоружани само лаким ватреним оружјем. Према западним истраживачима, у јулу 1991. имала је око 7.000 припадника и 20.000 људи у резервном саставу. Према српским ауторима, Милицију је 9. октобра 1991. чинило 1.200 обичних милиционера, 500 људи у специјалним јединицама и 1.200 резервиста. Они су били потчињени Секретаријату унутрашњих послова у седам градова, то су Книн, Кореница, Петриња, Војнић, Окучани, Бели Манастир и Вуковар.
Од почетка непријатељстава у Југословенску народну армију мобилисан је већи број Срба из САО Крајине. Поред тога, команда ЈНА је организовала Територијалну одбрану Српске Крајине (ТО СК) од мјесних Срба. У новембру 1991. године, ТО СК се састојала од штаба, три регионална штаба (Далмација, Лика, Кордун и Банија), 13 општинских штабова, 13 бригада и 3 одреда. У њеним редовима било је 24.100 људи. Штаб ТО СК постављен је непосредно по наређењу генерала Вељка Кадијевића. За начелника штаба именован је генерал Илија Ђукић, а за његовог замјеника је постављен Душан Касум. До прољећа 1992. ТО Српске Крајине је борбе водила у оквиру ЈНА.
Према Венсовом плану, прихваћен од сукобљених страна као основ за мировно рјешење, ЈНА је морала да напусти Хрватску и Српску Крајину. Између хрватских и српских положаја постављени су батаљони мировних снага Организације уједињених нација. Мировњаци је требало да прате прекид ватре и, у случају новог сукоба, да раздвоје сукобљене стране. Венсов план је предвиђао и уклањање тешког наоружања са линије фронта. У исто вријеме, оклопна возила и артиљерија, које је ЈНА оставила крајишким Србима, ускладиштен је по систему „двојног кључа”, али под надзором мировњака, док је техника хрватска војска била ускладиштена без спољне контроле.
За контролу граница крајишки Срби су 28. априла 1992. године основали Канцеларију посебних милицијиних јединица. Ове јединице чинило је осам бригада које су имала око 24.000 људи и представљале су неку прелазну организацију од Територијалне одбране ка регуларној војсци. Војници ових бригада имали су само стрељачко оружје, моторна возила и лака оклопна возила. Послије хрватског напада на Миљевачки плато почеле су припреме за успостављање регуларне војске. Издата је одговарајућа наредба 16. октобра 1992. године коју су потписали начелник штаба ТО генерал-потпуковник Милан Торбица, министар одбране пуковник Стојан Шпановић и министар унутрашњих послова Милан Мартић. Дана 27. новембра издата је наредба о организационим промјенама у војсци. Војска је промјенама била сачињена из Главног штаба и шест корпуса, одговорних за одређена географска подручја, свака са својим штабом. Јединица ТО и поједине бригаде милиције су распуштене, а њихови припадници су прикључени новим корпусима.
Спроводећи реформе војска је одвојена од милиције. Министарство унутрашњих послова је основало специјалну бригаду, припадници су регрутовани на основу конкурса 30. децембра 1992. године. Кандидати су били дужни да заврше милицијски курс у трајању 4–5 мјесеци. Било је предвиђено да обични милицајци могу служити само до 30 година, затим би били пребачени у мјесну полицијску станицу. Ова ограничења нису важила за официре. Бригада се састојала од 500 људи и била је стационирана у книнском гарнизону.
Генерал Милисав Секулић је рекао да ове реформе не мијењају главни циљ, СВК је остала преименована ТО. Било је практично немогуће маневрисати јединицама, требало им је доста времена за премјештање. Све ово је доказана за вријеме хрватске офанзиве у области Масленице у јануару 1993. године.
Хрватска офанзива у области Масленице и вишемјесечне борбе након ње откриле су низ грешака у реорганизацији војске. Главни проблем је био недостатак јединица које се могу измјештати у друге области у кратком временском периоду. Да би се ова ситуација поправила, у Главном штабу је одлучено да се оснује ударна бригада, која ће послужити као оперативна резерва офанзивног карактера. Према плану команде, бригада је требало да има свој штаб, штабни батаљон, батаљон набавке, два оклопна батаљон мјешовитог састава, три ударна батаљона, мјешовиту противтенковску артиљеријску дивизију, мјешовиту артиљеријску дивизију, два диверзантска одреда, противдиверзантски одред и мјешовиту хеликоптерску ескадрилу. Према плану, бригада се допуњавала војницима старости 19–25 година и официрима старости од 26 година па надаље. Предвиђено је да се формирање заврши до 19. марта, а бригада је требало да буде потпуно спремна до 5. априла. Међутим спровођење овог пројекта није успјело и, током неког времена, фактички је угашено. Научене лекције Главни штаб је испољио 1995. године, у процесу формирања Корпуса специјалних јединица.
Током хрватске офанзиве кодног назива операција „Олуја” Српска војска Крајине је неколико дана бранила позиције, а онда је почела да се повлачи на територију Републике Српске. Током борби Срби су претрпјели тешке губитке, убијено је или нестало 742 војника и 12 милицајаца. Хрватска војска је дио технике и опреме СВК заробила, највише од 21. корпуса СВК. Међутим, већина наоружања је евакуисана на територију Републике Српске, гдје је предата Војсци Републике Српске. Међу наоружањем су била и 23 тенка М-84.
У јесен 1995. године, током хрватско-муслиманске офанзиве на Републику Српску, у саставу 1. крајишког корпуса ВРС дјеловале су јединице, у којима се налазило неколико стотина војника СВК и 36. самостални противтенковски батаљон, којим је и даље командовао Главни штаб СВК. Са завршетком рата у Босни и Херцеговини, батаљон је расформиран, а остатак технике је предат ВРС. Остатак 11. корпуса СВК у Источној Славонији, Барањи и Западном Срему демилитаризован је према Ердутском споразуму 1996. године. Техника корпуса је у мају и јуну пребачена у Савезну Републику Југославију и предата је Војсци Југославије на аеродрому у Сомбору.
Милиција Крајине је постајала у Источној Славонији, Барањи и Западном Срему до 1. јула 1996. године. Након тога је преименована у „прелазну полицију” са вишенационалним саставом. Дана 15. децембра 1997. године формално је постала дио Хрватске полиције.

## Организација и људство
Реформа у јесен 1992. године ојачала је структуру СВК. Од тада се војска састојала од Главног штаба, штабних јединица, армијских корпуса, као и ваздухопловства и провитвваздушне одбране. Уопштено, крајишки корпуси су се састојали од штаба, неколико бригада, артиљеријских дивизиона, противтенковских дивизиона, дивизиона ПВО итд. Истовремено, у неким корпусима су постојали специјални одреди, оклопни батаљони и итд, а у 11. корпусу је била Барањска дивизија, која се састојала од три бригаде. Основне корпусне јединице су биле бригаде. У СВК је било неколико врста бригада: лака пјешадијска, пјешадијска и моторизована. У љето 1995. године формиран је Корпус специјалних јединица, у чијем саставу су, према Давору Марјану, биле оклопна, специјална и гардијска бригада.
Положај корпуса и бригада и њихова бројност нису биле једнаке, као и њихова структура. Величина бригаде и састав јединице зависила је од становништва територије на којој су размјештени, као и од количине оружја, коју је ЈНА оставила на том подручју. Упркос одредбама устава, који је предвиђао одбрану бригаде на фронту дужине 12 km, у СВК су неке бригаде држале положаје дужине од 50 km. Ситуација је најтежа била у 15. личком и 18. западнославонском корпусу, док су бригаде 11. источнославонског и 21. кордунашког корпуса биле у најбољем положају.

### Структура
Формирањем Српске Крајине стално су вршене реформе, којима су настајале нове јединице. Општа структура Војске била је сљедећа:
- Главни штаб (Книн):
  - 2. гардијска моторизована бригада
  -  105. ваздухопловна бригада
  - 44. артиљеријско-ракетна бригада ПВО,
  - 75. мјешовита артиљеријска бригада,
  - 75. позадинска база,
  - Логор за обуку „1300 каплара”,
  - Логор за обуку „Алфа”
- Корпус специјалних јединица, настао у љето 1995. године. Сједиште му је било у Слуњу.
- 7. сјевернодалматински корпус, зона одговорности корпуса је била сјеверна Далмација, штаб се налазио у Книну.
- 15. лички корпус, зона одговорности корпуса је била Лика, штаб се налазио у Кореници.
- 21. кордунашки корпус, зона одговорности корпуса је био Кордун, штаб се налазио на Петровој гори.
- 39. банијски корпус, зона одговорности корпуса је била Банија, штаб се налазио у близини Петриње.
- 18. западнославонски корпус, зона одговорности корпуса је била западна Славонија, штаб се налазио у Окучанима. Корпус је поражен у мају 1995. године, након чега је распуштен.
- 11. источнославонски корпус, зона одговорности корпуса је била источна Славонија, Барања и западни Срем, штаб је био у Вуковару.

Током постојања Српске Крајине, Територијалном одбраном и војним формацијама су командовали:
- Илија Ђујић
- Милан Торбица
- Миле Новаковић
- Миле Мркшић
- Милан Челекетић

### Добровољачке и паравојне формације
У оружаним јединицама СВК, нарочито на почетку ратних сукоба, важну улогу су играле добровољачке и паравојне формације. Учешће у одредима самоодбране и Милиције било је добровољно. Велики број добровољаца је дјеловао у одредима који су основани на подручју Србије, Босне и Херцеговине и Црне Горе. Многи од њих су били под надзором Службе државне безбједности и били су под командом Југословенске народне армије.
Истраживачи су идентификовали бројне формације које су дјеловале у Српској Крајини. „Српски четнички покрет” је основао Војислав Шешељ крајем 1990. године. Одреди четника су били међу првима који су стигли у Српску Крајину, гдје су учествовали у многим борбама, укључујући и битку за Вуковар. Још једна слична формација, основана такође 1990. године, били су Бели орлови. Они су дјеловали у многим дјеловима Српске Крајине, формално потчињени секретаријату унутрашњих послова АП Војводине. Оснивач Белих орлова је био Драгослав Бокан, један од оснивача Српске народне одбране. У прољеће 1991. године он је основао још један одред — Душан Силни — који је учествовао у борбама у источној Славонији. Друга велика добровољачка јединица била је Српска гарда, коју је организовао Вук Драшковић предсједник Српског покрета обнове, учествовала је у борбама у западној Славонији и Лици, а најпознатија је по свом учешћу у бици за Госпић, током које је погинуо њен командант Ђорђе Божовић Гишка. Гарда је имала око 1.500 бораца, организованих у три батаљона коју су углавном попуњавали Срби из Војводине.
У укупном броју добровољаца 1993. године биле су 343 жене. Њихова просјечна старост била је 32 године, а најстарија међу њима је имала 60 година. У СВК су служили и страни добровољци, укључујући и оне из бившег Совјетског Савеза, Бугарске, Македоније, Румуније, Грчке и Пољске.

### Људство
Према планираној формацији, СВК је требало да има бројно стање од 80.080 људи, али цифра никада није постигнута. Структура састава СВК била је око 36% од укупног мушког становништва РСК. Постоје различите процјене бројности СВК:
- Подаци пуковника Косте Новаковића: укупно 62.438 (772 официра, 2.709 подофицира и 59.002 војника) или 78% од планиране бројности војске;[15]
- Подаци Главног штаба 1994. године: укупно 62.805 (2.890 официра, 4.392 подофицира и 55.886 војника);[16]
- Подаци генерала Милисава Секулића: укупно 71.409 (3.291 официра, 3.424 подофицира и 60.496 војника).[16]

## Наоружање
Тачан број наоружања током формирања Српске Крајине није познат. Према српском војном истраживачу Бојану Димитријевићу, након потписивања Венсовог плана Југословенска народна армија је напустила Српску Крајину, а дио технике је остављен јединицама Територијалне одбране. Према Главном штабу ТО Српске Крајине, на који се Димитријевић позива, ЈНА је оставила 262 тенка, 56 БТР и БМП, 1.360 артиљеријских топова свих калибара и 2.574 транспортна возила. Према Давору Маријану, Српска војска Крајине је 1995. имала 303 тенка, 295 других оклопних возила, 360 артиљеријских топова калибра 100 мм и више, неколико борбених авиона и хеликоптера.
Од оклопних возила крајишки Срби су користили тенкове Т-34-85, Т-55, M-84 и Т-72, оклопна возила БВП М-80, БОВ и ОТ М-60, а такође и M18 Хелкет и M36 Џексон.
СВК је посједовала знатне количине различитих врста артиљерије. Према подацима Главног штаба СВК од 2. марта 1995. године, сва артиљерија је била подјељена у противтенковску и топове за подршку. Међу противтенковским топовима били су ЗИС-3 и МТ-12, артиљеријска подршка се састојала углавном од хаубица (Б-1, М-56, М-2, М-38, Д-30), топ М-46, минобацачи и ВБР (М-77 Огањ и М-63 Пламен).
СВК је у посједу имала и борбене и транспортне авионе и хеликоптере. Међу њима 16 Ј-21 Јастреб, 2 Г-2 Галеб, 4 SA 342 Газела, 2 HN-42M Гама, 2 Ми-8Т, један Ан-2 и неколико Утва 66, Утва 75, Ј-20 Крагуј и Злин Z-526.

### Учешће у ратним злочинима
Низ акција формација крајишких Срба (масакр у Шкабрњи, масакр на Овчари, ракетирање Загреба) сматра се ратним злочинима. Хашки трибунал је за ратне злочине осудио генерала Мила Мркшића и посљедњег предсједника Српске Крајине Милана Мартића.